# Exomilus lutarius
Exomilus lutarius é uma espécie de gastrópode do gênero Exomilus, pertencente a família Raphitomidae.